# Furnace Creek Inn and Ranch Resort
El Alojamiento de Furnace Creek y albergue del Rancho (en inglés: Furnace Creek Inn and Ranch Resort) es un conjunto de alojamientos de lujo de propiedad privada y jardín botánico de 10 acres (40 000 m²) de extensión, que se encuentra en Furnace Creek, en el interior del Valle de la Muerte, en terrenos privados que bordean al «Parque nacional del Valle de la Muerte», en California, Estados Unidos. 
Está gestionado por la sociedad privada de administración de parques de atracciones y de alojamientos turísticos «Xanterra Parks and Resorts».
El alojamiento de Furnace Creek ("Furnace Creek Inn") forma parte del "Historic Hotels of America" y del programa oficial del National Trust for Historic Preservation.

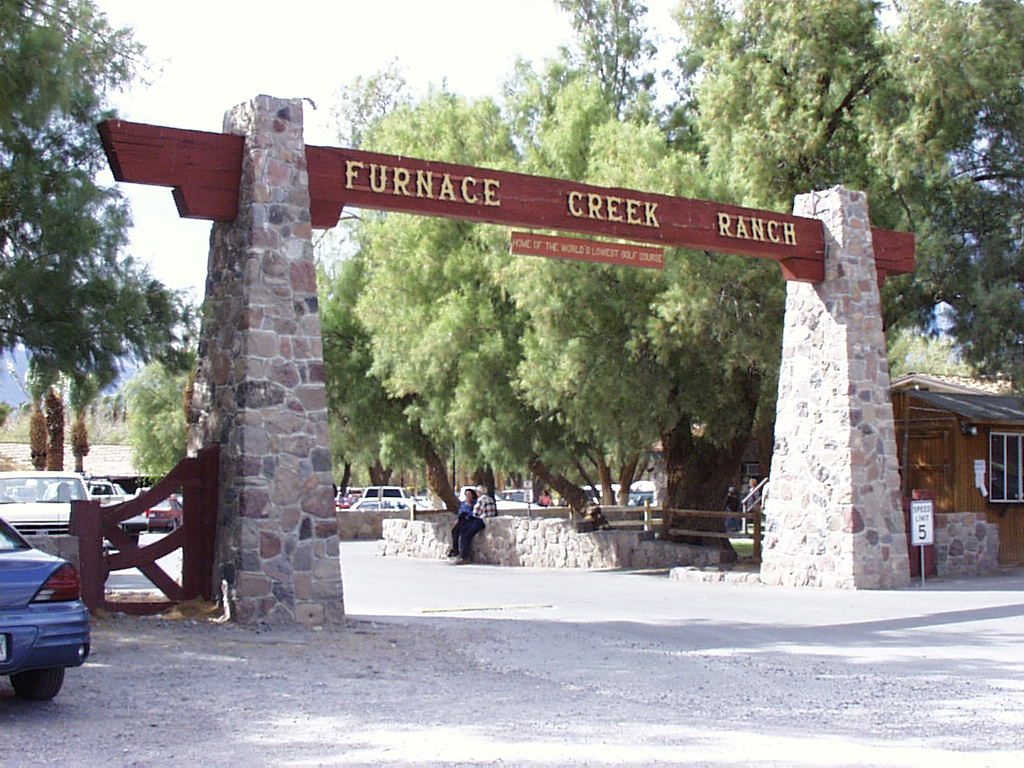
Entrada al rancho Furnace Creek.

## Localización
El jardín botánico se ubica en el borde del «Parque nacional del Valle de la Muerte», en el oasis de Furnace Creek.
La dirección del Furnace Creek Inn and Ranch Resort es P.O. Box 1, Valle de la Muerte, Condado de Inyo, California, CA 92328, Estados Unidos (planos y vistas satelitales, 36°27′02″N 116°51′08″O / 36.45056, -116.85222).

## Furnace Creek Inn
El "Furnace Creek Inn" fue construido originalmente por la Pacific Coast Borax Company y abrió el 1 de febrero de 1927, con doce habitaciones. Richard C. Baker, el entonces presidente de Pacific Coast Borax tenía la intención de promocionar turísticamente al Valle de la Muerte. Esto era un esfuerzo para aumentar los ingresos en la Tonopah and Tidewater Railroad, originalmente construida por Francis Marion Smith para transportar el bórax, a falta de nuevas fuentes de ingresos. En la década de 1930 se añadieron 20 habitaciones adicionales, así como una piscina y canchas de tenis. La Fred Harvey Company ha gestionado las instalaciones durante décadas. El "Desert Inn" ahora cuenta con 66 habitaciones, situadas en la ladera, y está abierto de octubre a mayo.

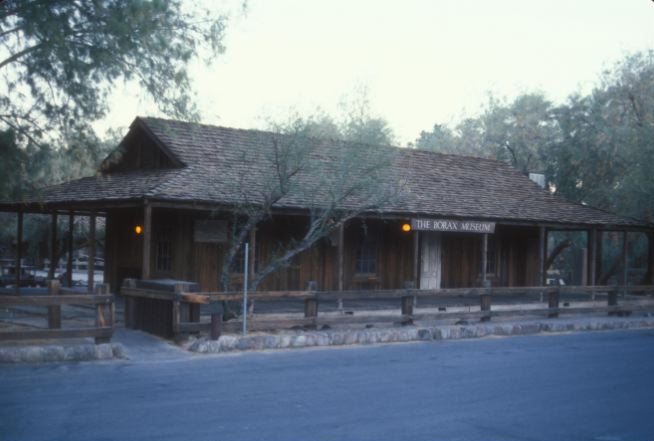
El Borax Museum.

## Furnace Creek Ranch
El "Furnace Creek Ranch" (36°27′23″N 116°52′07″O / 36.45639, -116.86861), un tipo de alojamiento separado del Inn, se encuentra en el fondo del valle junto al Centro de Visitantes del Parque.
El rancho es conocido por ser la ubicación de la temperatura más alta registrada en todo el mundo, que fue de 56.7 °C (134 °F), el 10 de julio de 1913.

## Flora de la zona
Aunque la falta de agua es un rasgo general en todo el parque, se pueden apreciar diferentes medios naturales en su interior. En las depresiones cerradas se encuentra un biotipo caracterizado por la salinidad; en las zonas elevadas (algunas superan los 3000 m s. n. m. (metros sobre el nivel del mar)), el medio está marcado por la altura. 
La vegetación es variada, escalonada y adaptada a la sequedad, arbustos como la Larrea tridentata o la Prosopis glandulosa se encuentran en el valle; mientras que en las zonas altas hay pinos y árboles de Josué. En la zona se hallan unas 1.000 especies distintas de plantas, de las que 23 son endémicas.

## Jardín botánico
El jardín botánico está acondicionado como jardín del complejo hotelero y presenta un palmeral de palmeras datileras, plantas de la zona y resistentes a la sequía.

## Museo del bórax
El Borax Museum se encuentra en el Furnace Creek Ranch.  
El museo cuenta con las herramientas y equipos de la minería de bórax que utilizó la Pacific Coast Borax Company, modelos de los vagones de los "equipos de veinte mulas" ("Twenty Mules Teams"), artefactos pioneros y muestras de minerales.

## Galería

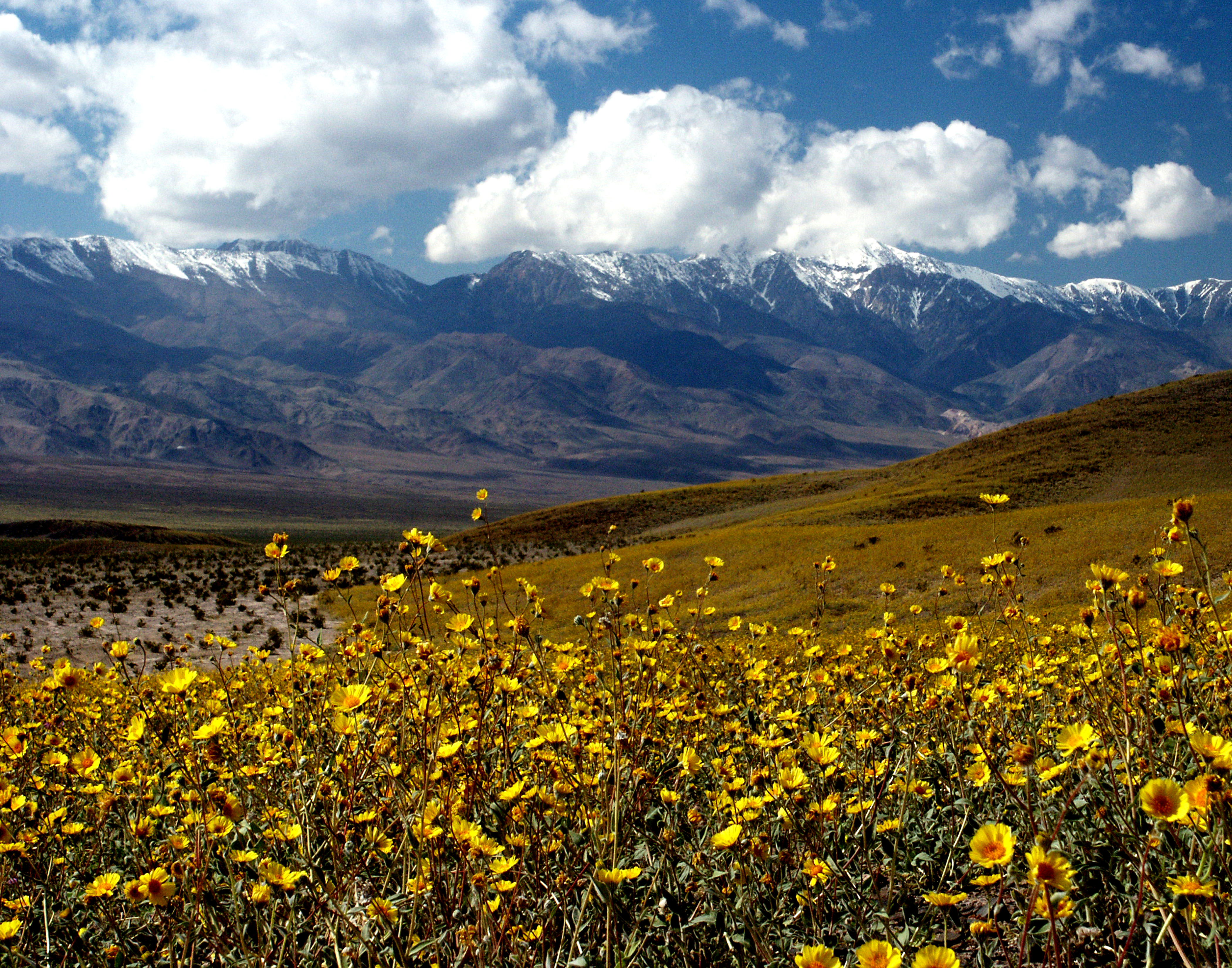
Floración de Gerea canescens en el Valle de la Muerte, California.
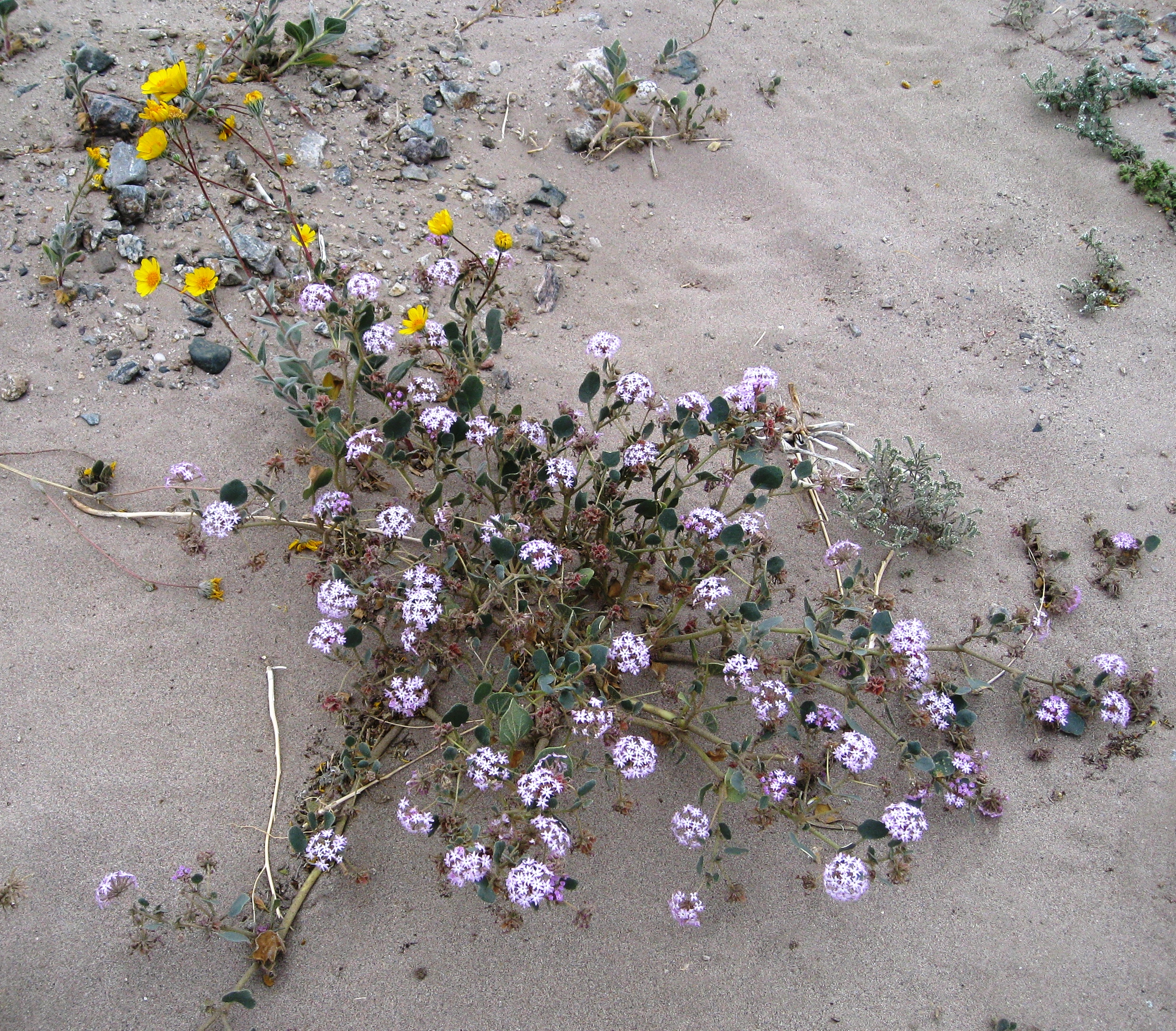
Floración de la verbena de la arena Abronia villosa.
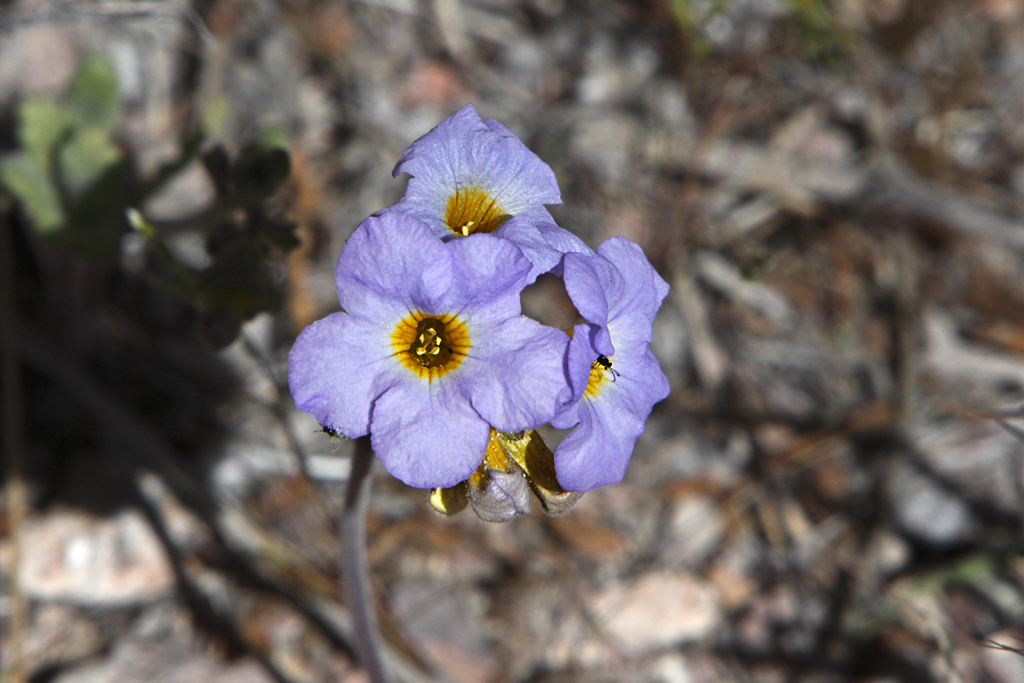
Flor de Phacelia fremontii en el Valle de la Muerte.
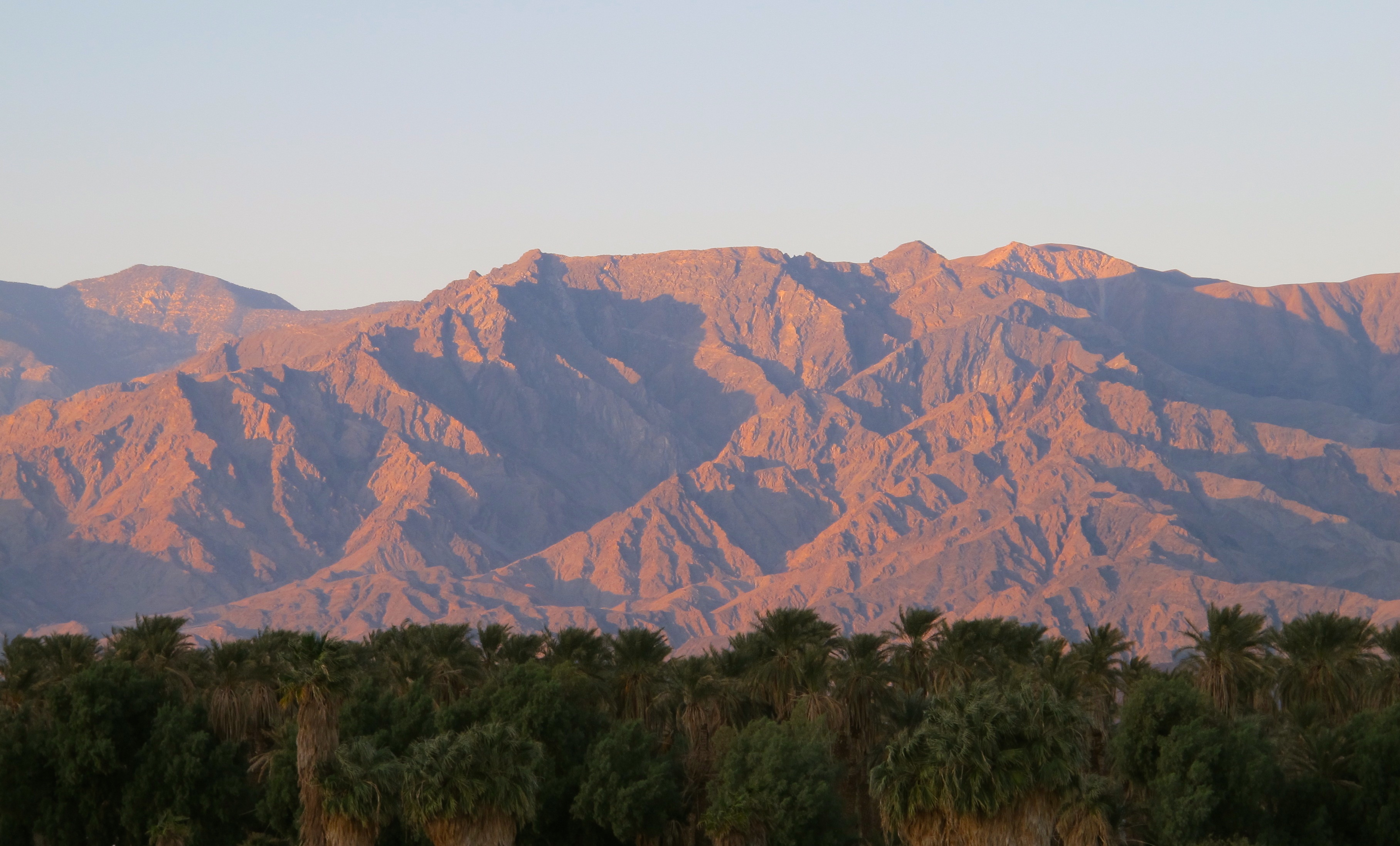
El oasis de "Furnace Creek" en el Valle de la Muerte.
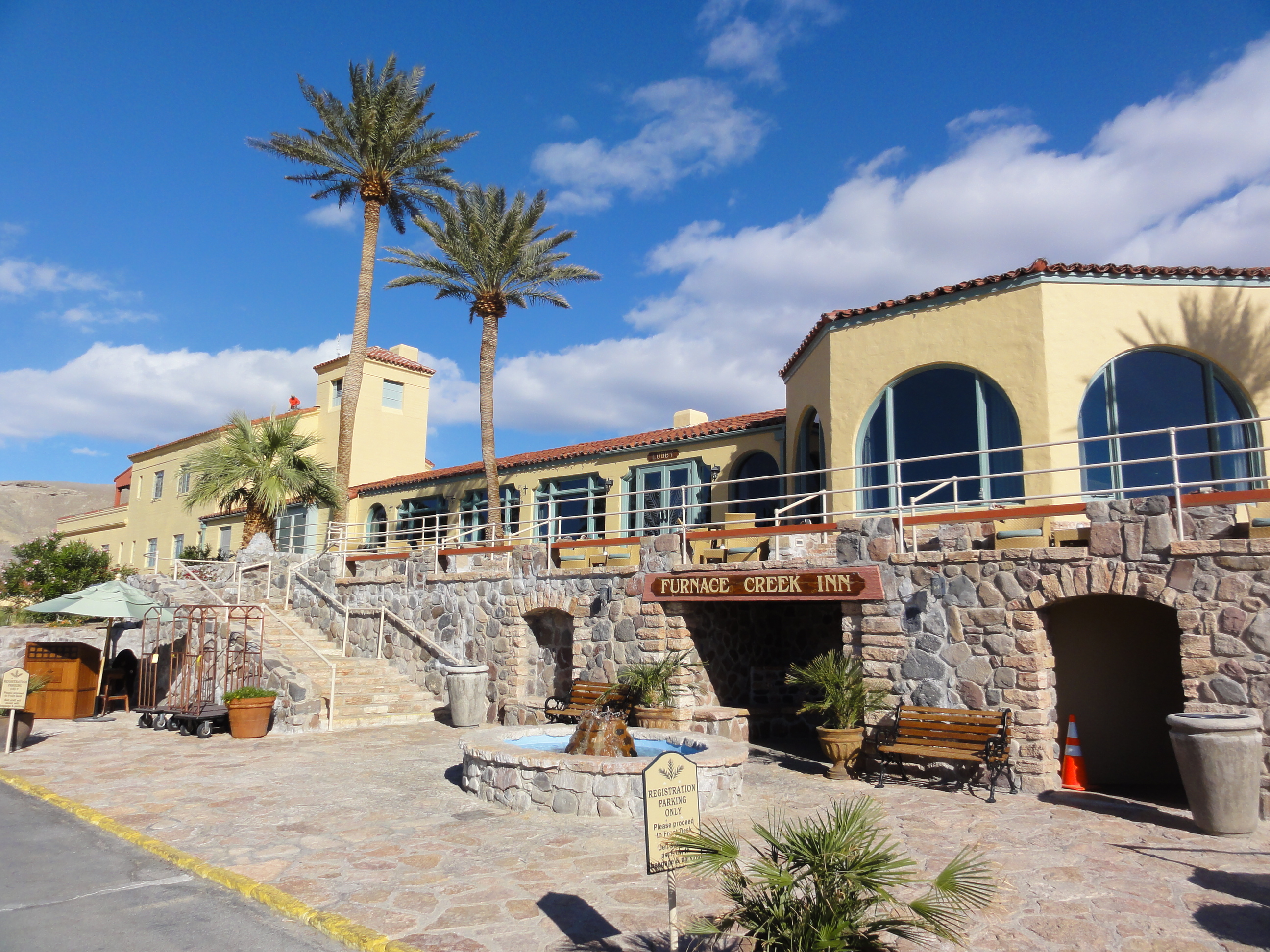
Furnace Creek Inn and Ranch Resort.
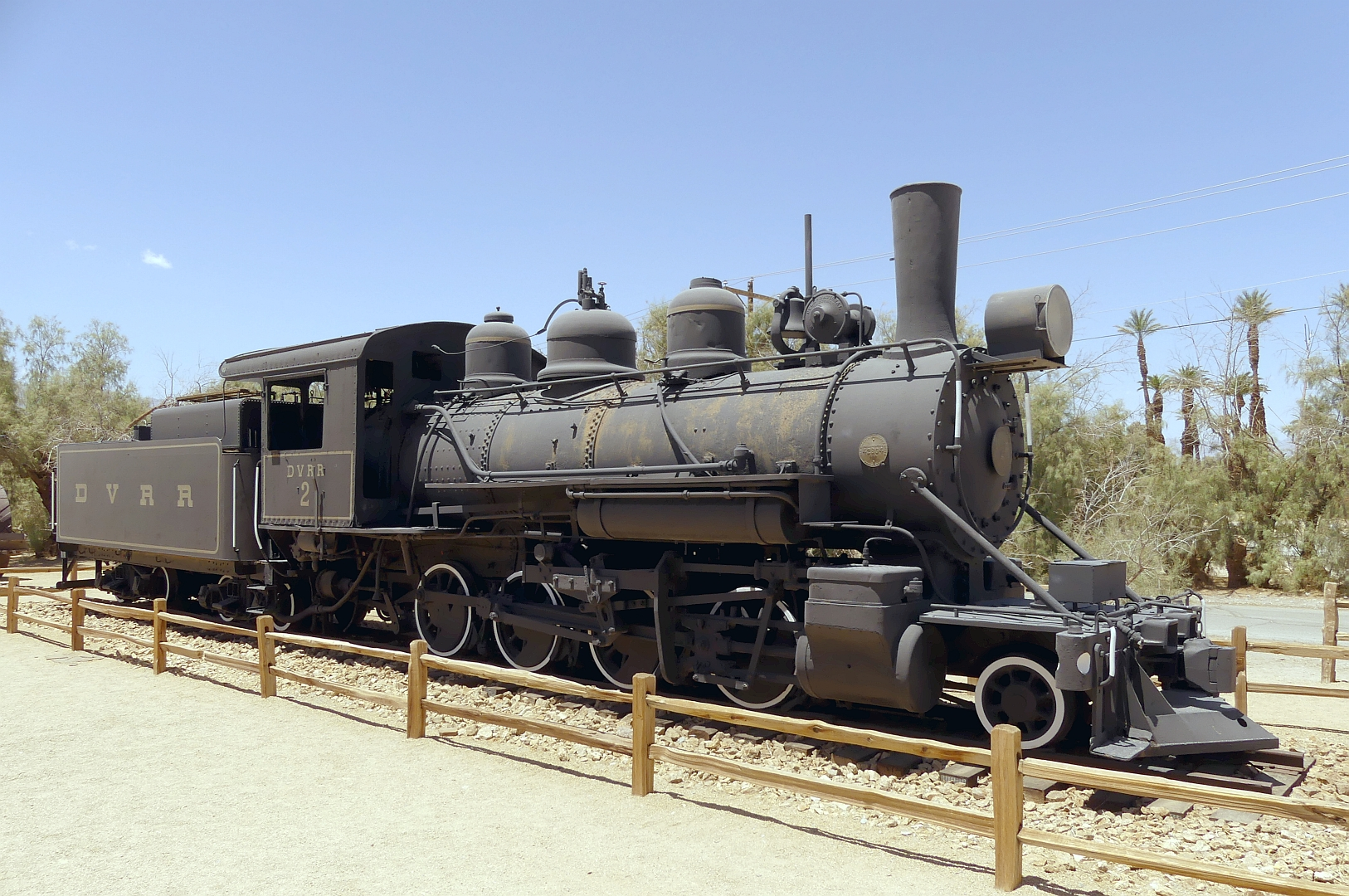
Locomotora histórica para el transporte de bórax en el Valle de la Muerte (Furnace Creek Museum).
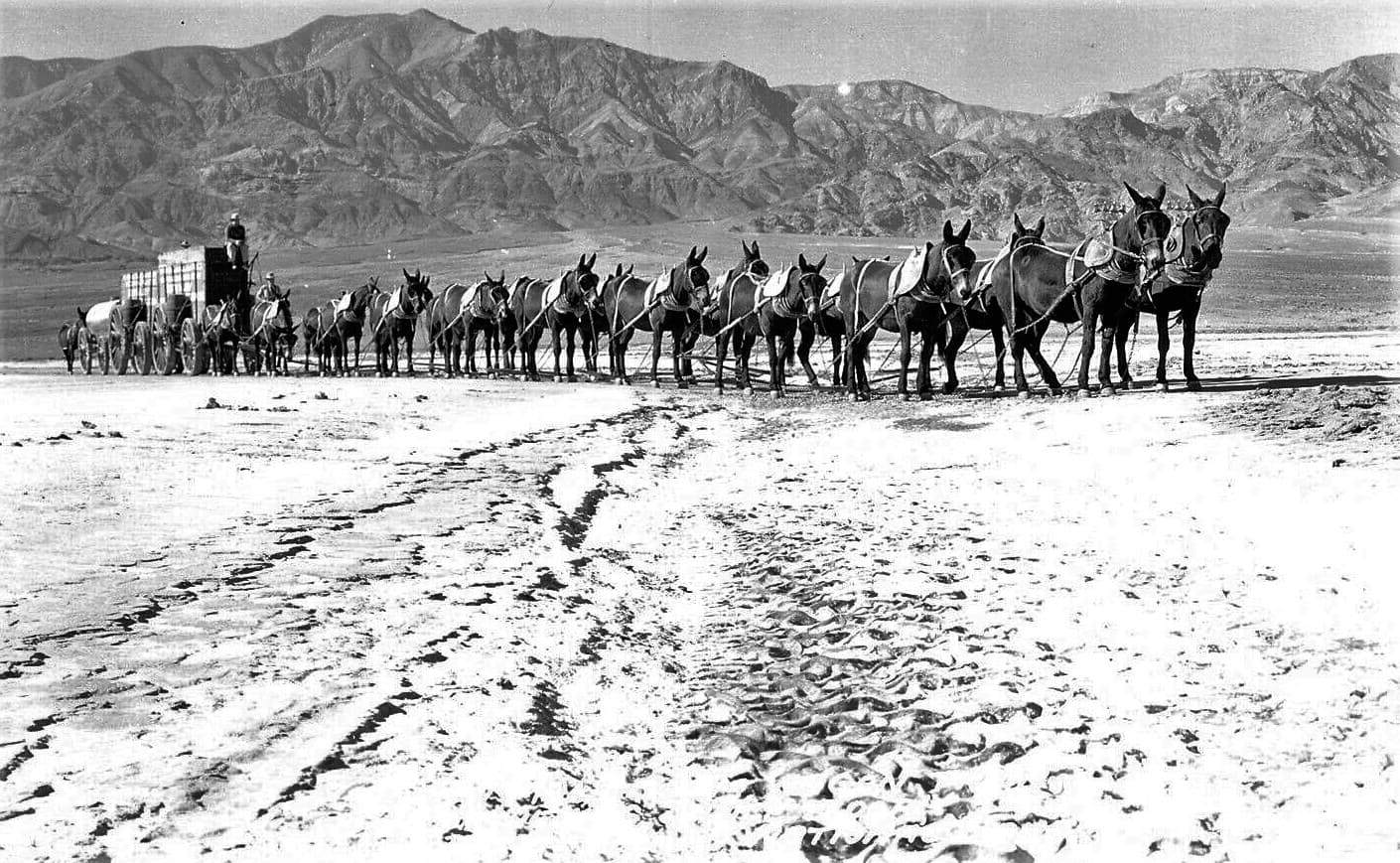
El vagón denominado "Twenty Mule Team" en el Valle de la Muerte.
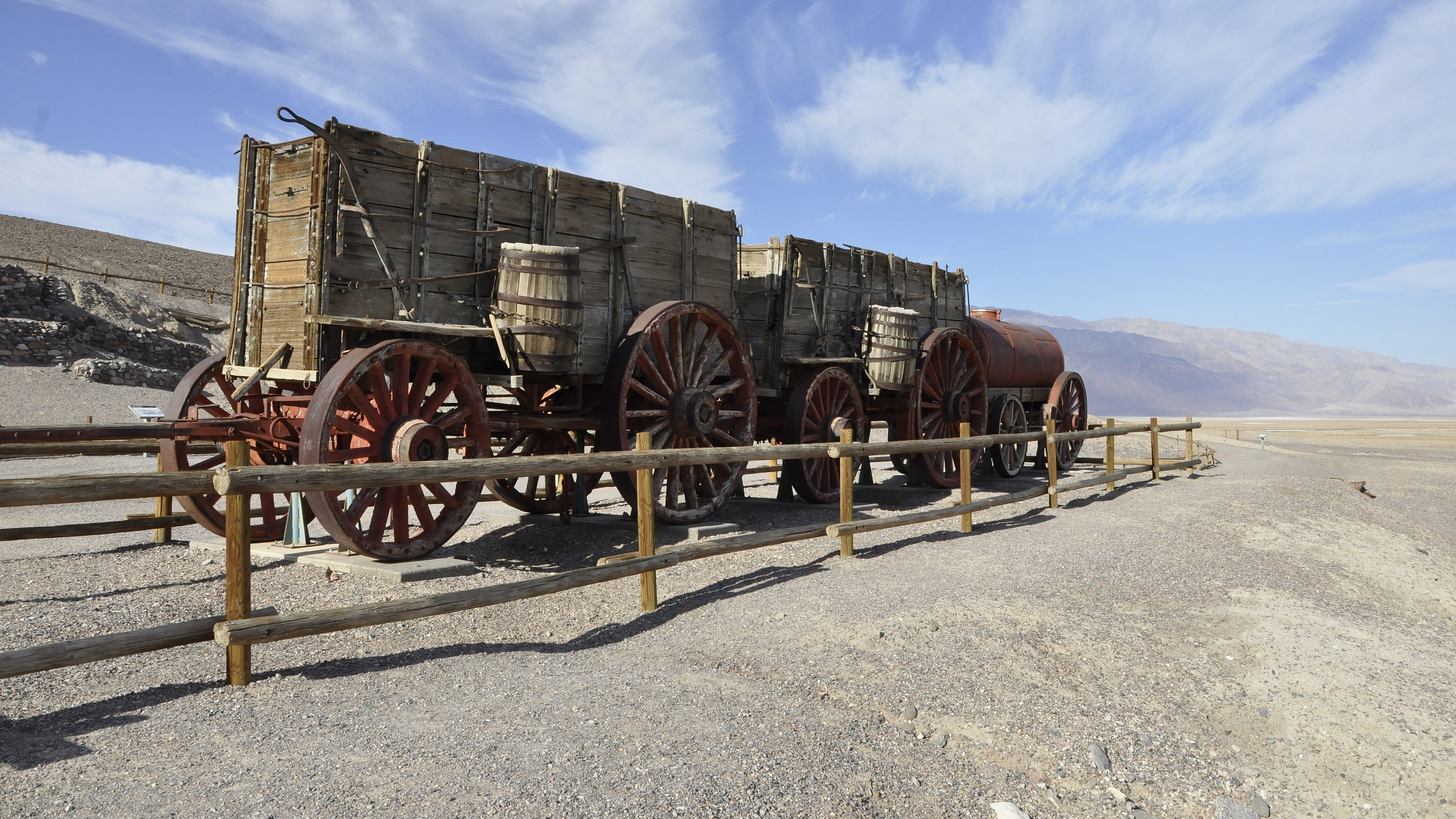
Modelo del vagón "Twenty Mule Team" en exposición en el Valle de la Muerte.